# Elodina argypheus
Elodina argypheus är en fjärilsart som beskrevs av Grose-smith och Kirby 1890. Elodina argypheus ingår i släktet Elodina och familjen vitfjärilar. Inga underarter finns listade i Catalogue of Life.